# Сто поетів — сто пісень
Сто поетів — сто пісень (яп. 百人一首, ひゃくにんいっしゅ, «Хякунін-іссю» або «Гіаку-нін-сю», Гепберн: Hyakunin Isshu) — вид антології японських віршів-вака. Принцип, за яким складається така антологія: «сто віршів ста поетів», від кожного поета — по одному віршу. Найбільш відома Хякунін Іссю — Огура Хякунін Іссю, складена Фудзівара но Садаїе. Найчастіше, коли говорять «хякунін іссю», мають на увазі саме цю збірку.
Як правило, в основі підбору віршів — принцип хонкадорі.